# オータム・ペルティエ

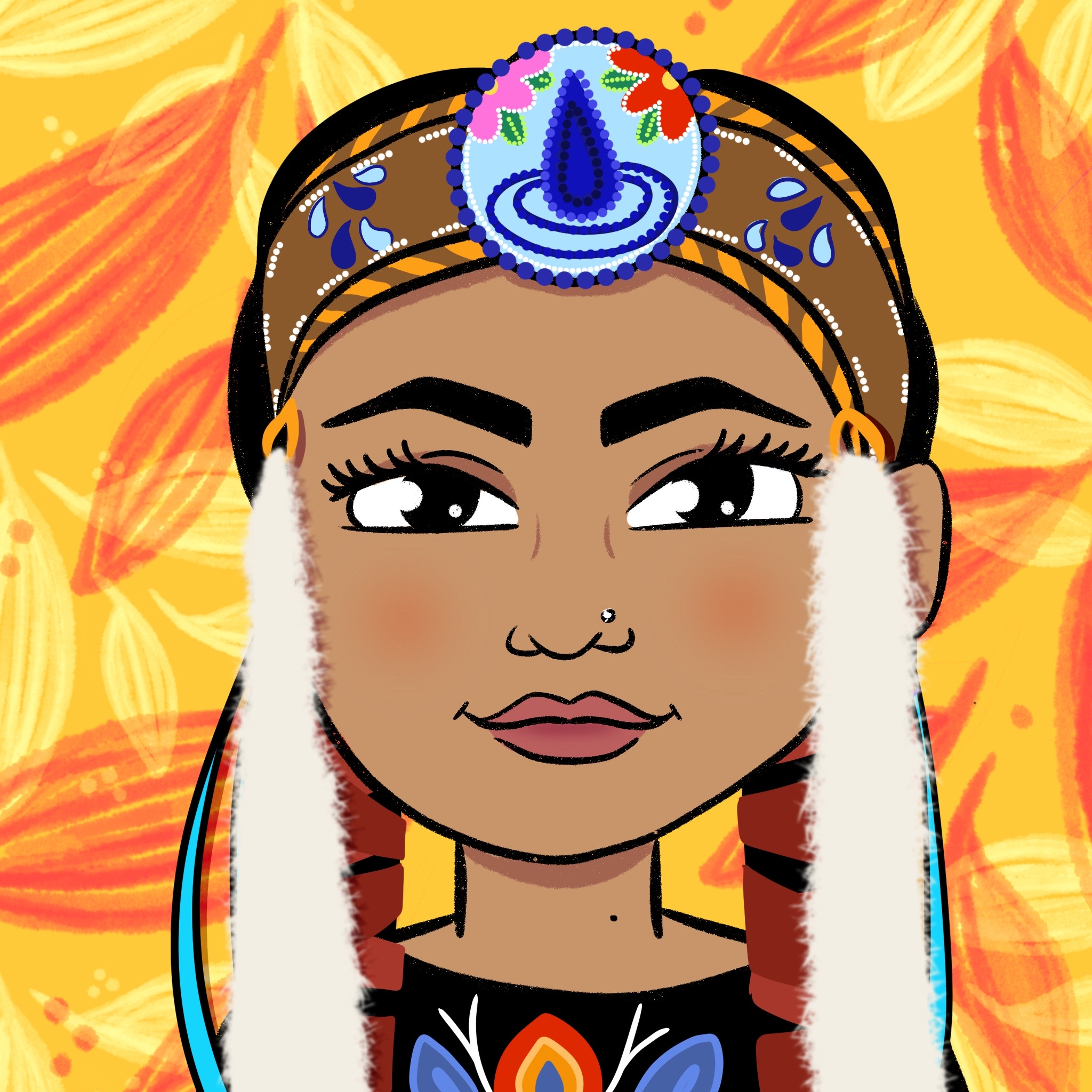
オータム・ペルティエのイラスト

オータム・ペルティエ（Autumn Peltier; 2004年9月27日-）は、アニシナアベ族（英語: Anishinaabe）の女性であり、ウィクウェミコン・ファーストネーションのメンバーであり、国際的に知られる水に関する主張者である。彼女は水の保護活動家であり、「水の戦士」と呼ばれている。  ペルティエは、2018年、13歳の時に、国際連合総会において世界の指導者の前で水保護の問題について演説を行った  。

## 私生活
ペルティエはオンタリオ州 北部にあるマニトゥーリン島のアニシナアベ先住民地域に暮らしている 。彼女は彼女の大叔母ジョセフィン・マンダミンに触発され、8歳で水に関する活動を始めた 。彼女の活動のきっかけとなったのは、サーペントリバー保留地での式典に出席した際に、水の飲用に対する警告サインを見て、カナダのすべての人々が清潔な飲料水を利用できるわけではないことを知ったことである 。 

## 水に関する活動
ペルティエのスピーカーとしての需要はすぐに高まった。 ファーストネーションズアセンブリの会議でカナダのジャスティン・トルドー 首相に銅の水鍋を贈った際には、国内外で大きな注目を集めた。（しかしその際、彼女はトルドー首相の水保護への過去の取り組みとパイプラインへのサポートに反対するスピーチを準備していたが、時間が足りず行えなかった。） 彼女の行為はファースト・ネーション本会議に影響を与え、Niabi Odacidae基金が創設されることになった。 彼女はスウェーデンの子供の気候会議など、国際的なイベントに参加している 。 
2019年4月、ペルティエはアニシナベ部族連合によって最高水責任者に指名された  。この役職は以前、彼女の大叔母ジョセフィン・マンダミンが担っていた。 
2019年9月、ペルティエは国際子ども平和賞にノミネートされた 。また、彼女は2019年と2018年にニューヨークで行われた、国連事務総長主催の気候行動サミットにスピーカーとして招待された。 

## 賞と表彰
- Nominated for the International Children's Peace Prize,  2017, 2018, 2019.[3][11][12][13]
- Canadian Living Me to We Award Youth in Action under 12, 2017.[6]
- Ontario Junior Citizens Award, Ontario Newspaper Association, 2017.[14]
- Sovereign Medal of Exceptional Volunteerism, by Governor General of Canada and Lieutenant Governor Of Ontario, March 2017[4]
- Ottawa Riverkeeper Award, 2018.[15]
- Water Warrior Award at the Water Docs Film Festival in Toronto, 2019.[2]
- Young Leader Award, Ontario Municipal Social Services Association Award, 2019.[16]
- Named Top 30 under 30 in North America for Environmental Education making a difference, 2019.[17]

## 参照資料
1. ↑  “Autumn Peltier – Canadian Water Summit” (英語). 2019年4月2日閲覧。
2. 1 2  “'Water is alive': Autumn Peltier receives Water Warrior Award”. CBC Radio. (2019年3月31日) 2019年4月2日閲覧。
3. 1 2 3 4  “Teen who scolded Trudeau to address UN” (英語). BBC News. (2017年12月31日) 2019年4月2日閲覧。
4. 1 2  “Water Warrior Award” (英語). Water Docs. 2019年4月3日閲覧。
5. ↑  “Meet Autumn Peltier, teen water warrior”. CBC (2019年8月6日). 2019年9月25日閲覧。
6. 1 2  Staff (2018年3月27日). “Autumn Peltier: Wiikwemkoong’s, Island’s voice at the UN” (英語). Manitoulin Expositor. 2019年4月3日閲覧。
7. ↑  “Autumn Peltier named chief water commissioner by Anishinabek Nation”. Canadian Broadcasting Company (CBC). (2019年4月25日) 2019年5月3日閲覧。
8. ↑  Erskine (2019年5月1日). “14-year-old Autumn Peltier chosen UOI’s new Water Commissioner” (英語). Manitoulin Expositor. 2019年5月3日閲覧。
9. ↑  Erskine (2019年9月21日). “Manitoulin Island 'water warrior' Autumn Peltier nominated for international honour”. 2019年9月25日閲覧。
10. ↑  Becking (2019年9月23日). “Autumn Peltier going to the United Nations to share her message about water”. anishinabeknews.ca. 2019年9月25日閲覧。
11. ↑  Johnson, Rhiannon (2017年10月5日). “Anishinaabe teen only Canadian up for International Children's Peace Prize”. CBC News 2019年4月2日閲覧。
12. ↑  “Manitoulin Island 'water warrior' Autumn Peltier nominated for international honour” (英語). Sudbury.com. 2019年9月24日閲覧。
13. ↑  Erskine (2019年9月18日). “Young People’s Peace Prize” (英語). Manitoulin Expositor. 2019年9月24日閲覧。
14. ↑  “Ontario Junior Citizen Awards”. www.ocna.org. 2019年7月26日閲覧。
15. ↑  “Ottawa Riverkeeper Gala rides wave of success to raise record high of $270K | Ottawa Business Journal”. obj.ca. 2019年7月26日閲覧。
16. ↑  “Young Leader Award - Ontario Municipal Social Services Association”. omssa.com. 2019年7月26日閲覧。
17. ↑  “Nominate or Apply to EE 30 Under 30” (英語). NAAEE (2016年6月24日). 2019年7月26日閲覧。